# Torrent de la Font de la Teula

El Torrent de la Font de la Teula, respecte del terme de Granera

El torrent de la Font de la Teula és un torrent del terme municipal de Granera, al Moianès.
Està situat a la zona sud-oriental del terme, al sud de la masia de Salvatges. Es forma a ponent de la part central del Serrat de les Pedres, al nord del Pi de la Llagosta i al nord-oest del Coll de Bardissars. Des d'aquell lloc davalla cap a ponent, travessa el Camí de Salvatges i corre paral·lel al Camí de les Febres, passa a migdia de Salvatges, on s'aboca en el torrent de Salvatges.